# Pharnacia palawanica
Pharnacia palawanica är en insektsart som beskrevs av Frank H.Hennemann och Oskar V.Conle 2008. Pharnacia palawanica ingår i släktet Pharnacia och familjen Phasmatidae. Inga underarter finns listade i Catalogue of Life.